# Stefano Altieri
Stefano Altieri, pseudonimo di Amedeo Torricella (Roma, 29 dicembre 1930 – Roma, 17 novembre 2024), è stato un attore italiano.

## Biografia
Attore teatrale, televisivo e cinematografico, fra i suoi primi ruoli più noti si ricordano quello del padre di Jerry Calà in Vado a vivere da solo del 1982.
Il suo ruolo nel film Tutti contro tutti di Rolando Ravello, gli valse la candidatura come miglior attore non protagonista ai Nastri d'argento 2013.
Nel 2014 recitò nel film Arance & martello di Diego Bianchi.

## Filmografia

### Cinema
- Belli e brutti ridono tutti, non accreditato, regia di Domenico Paolella (1979)
- Vado a vivere da solo, regia di Marco Risi (1982)
- Dio li fa poi li accoppia, regia di Steno (1982)
- Nottataccia, regia di Duccio Camerini (1992)
- Al centro dell'area di rigore, regia di Bruno Garbuglia e Roberto Ivan Orano (1996)
- Tutti contro tutti, regia di Rolando Ravello (2013)
- Arance & martello, regia di Diego Bianchi (2014)

### Televisione
- Tommaso d'Aquino, regia di Leandro Castellani – film TV (1975)
- I ragazzi della 3ª C – serie TV, episodi 2x11-3x03 (1988-1989)
- Trappola per un uomo solo, regia di Silvio Maestranzi – film TV (1992)